# Bianca Maria Fabbri
Bianca Maria Fabbri (fl. XX secolo) è stata un'attrice italiana.

## Filmografia

### Cinema
- Viva la rivista!, regia di Enzo Trapani (1953)
- La domenica della buona gente, regia di Anton Giulio Majano (1953)
- Siamo tutti inquilini, regia di Mario Mattoli (1953)
- Sul ponte dei Sospiri, regia di Antonio Leonviola (1953)
- Il più comico spettacolo del mondo, regia di Mario Mattoli (1953)
- La nave delle donne maledette, regia di Raffaello Matarazzo (1953)
- Cinema d'altri tempi, regia di Steno (1953)
- Il paese dei campanelli, regia di Jean Boyer (1954)
- Pietà per chi cade, regia di Mario Costa (1954)
- Rosso e nero, regia di Domenico Paolella (1955)
- La risaia, regia di Raffaello Matarazzo (1956)
- Kean - Genio e sregolatezza, regia di Vittorio Gassman e Francesco Rosi (1957)

#### Televisione
- Cavaliere senza armatura, regia di Guglielmo Morandi (1957)
- Pasqua di August Strindberg, regia di Giacomo Colli (1961)

## Prosa radiofonica Eiar
- Musica di foglie morte, commedia di Rosso di San Secondo, trasmessa il 29 dicembre 1935

## Prosa radiofonica Rai
- La signora scende a Pompei, di Domenico Rea, regia di Umberto Benedetto, trasmessa il 29 marzo 1963